# 991 (numero)
Novecentonovantuno (991) è il numero naturale dopo il 990 e prima del 992.

## Proprietà matematiche
- È un numero dispari.
- È un numero primo.
- È un numero primo permutabile (si può, infatti, permutare con il 919, un altro numero primo).
- Può essere scritto come la somma di cinque numeri primi consecutivi (991 = 191 + 193 + 197 + 199 + 211) e di sette numeri primi consecutivi (991 = 127 + 131 + 137 + 139 + 149 + 151 + 157).
- È un numero di Ulam.
- È un numero palindromo nel sistema posizionale a base 4 (33133).
- È parte della terna pitagorica (991, 491040, 491041).
- È un numero omirp.
- È un numero fortunato.
- È un numero intero privo di quadrati.
- È un numero poligonale centrale.

## Astronomia
- 991 McDonalda è un asteroide della fascia principale del sistema solare.
- NGC 991 è una galassia spirale della costellazione della Balena.

## Astronautica
- Cosmos 991 è un satellite artificiale russo.